# The Star-Spangled Banner
"The Star-Spangled Banner", tạm dịch Lá cờ lấp lánh ánh sao, là quốc ca chính thức của Hoa Kỳ. Lời được viết vào năm 1814 bởi Francis Scott Key, một luật sư và nhà thơ nghiệp dư, sau khi ông chứng kiến cảnh pháo đài McHenry bị quân Anh oanh tạc trong Chiến tranh năm 1812. Bài này được phổ biến là một bài hát yêu nước sau khi được phổ nhạc theo bài tửu ca To Anacreon in Heaven của Anh, nhưng chỉ được trở thành quốc ca khi Quốc hội Hoa Kỳ thông qua một nghị quyết vào ngày 31 tháng 3 năm 1931.

## Nhạc

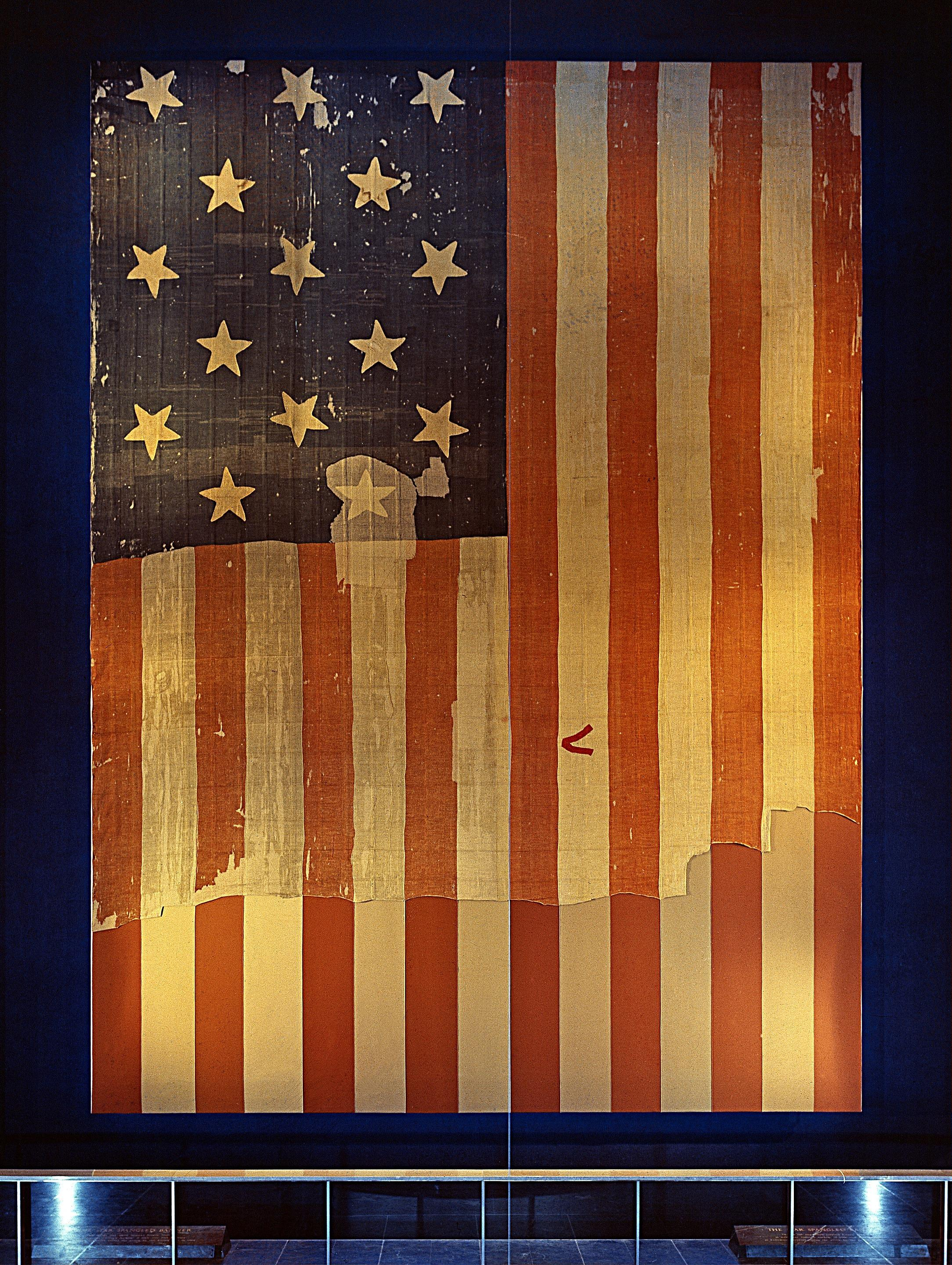
Lá cờ 15 sao 15 sọc, truyền cảm hứng cho lời thơ tạo thành bài hát của bài quốc ca Mỹ khi cờ bay trên Fort McHenry trong trận Baltimore năm 1814, được luu tại Bảo tàng Lịch sử Quốc gia và Công nghệ Smithsonian

Phần nhạc trong Quốc ca Hoa Kỳ do John Stafford Smith, một nhà soạn nhạc người Anh, sáng tác. John Stafford Smith sinh ngày 30 tháng 3 năm 1750 và qua đời ngày 21 tháng 9 năm 1836. Ông là người đàn phong cầm cho nhà thờ và cũng là một nhà nghiên cứu âm nhạc. John Stafford Smith là một trong những nhà nghiên cứu đầu tiên đã cẩn thận sưu tầm các tác phẩm của Johann Sebastian Bach.
Tuy nhiên, John Stafford Smith được nổi tiếng chỉ vì ông viết nhạc cho bài "To Anacreon in Heaven". Bài hát này được viết vào khoảng giữa thập niên 1760, lúc Smith vẫn còn là một thiếu niên. Lời bài hát do Ralph Tomlinson đặt và nó trở thành bài hát chính thức của Anacreontic Society, hiệp hội nhạc sĩ tài tử viết nhạc trữ tình tại Luân Đôn. Bài hát nhanh chóng được phổ biến tại Anh Quốc và Hoa Kỳ.
Khoảng 50 năm sau, vào năm 1814, Francis Scott Key viết bài thơ Defence of Fort McHenry để hát với giai điệu của bài "To Anacreon in Heaven". Bài hát được nhiều người tại Hoa Kỳ yêu mến. Năm 1931, Quốc hội Hoa Kỳ đề nghị Tổng thống Herbert Hoover thông qua dự luật công nhận bài hát trên là Quốc ca Hoa Kỳ. Bài hát với lời thơ của Francis Scott Key và phần nhạc do John Stafford Smith viết. Hai tác giả đã qua đời mà không biết mình nhận được vinh dự cao quý đó.
I.
O, say can you see by the dawn's early light
What so proudly we hailed at the twilight's last gleaming?
Whose broad stripes and bright stars through the perilous fight,
O'er the ramparts we watched were so gallantly streaming?
And the rocket's red glare, the bombs bursting in air,
Gave proof through the night that our flag was still there.
Hợp xướng
O, say does that star-spangled banner yet wave
O'er the land of the free and the home of the brave?
II.
On the shore, dimly seen through the mists of the deep,
Where the foe's haughty host in dread silence reposes,
What is that which the breeze, o'er the towering steep,
As it fitfully blows, half conceals, half discloses?
Now it catches the gleam of the morning's first beam,
In full glory reflected now shines in the stream
Hợp xướng
'Tis the star-spangled banner! Oh long may it wave
O'er the land of the free and the home of the brave.
III.
And where is that band who so vauntingly swore
That the havoc of war and the battle's confusion,
A home and a country should leave us no more!
Their blood has washed out of their foul footsteps' pollution.
No refuge could save the hireling and slave
From the terror of flight and the gloom of the grave
Hợp xướng
And the star-spangled banner in triumph doth wave
O'er the land of the free and the home of the brave.
IV.
Oh! thus be it ever, when freemen shall stand
Between their loved home and the war's desolation!
Bles't with victory and peace, may the heav'n rescued land
Praise the Power that hath made and preserved us a nation.
Then conquer we must, when our cause it is just,
And this be our motto: "In God is our trust."
Hợp xướng
And the star-spangled banner in triumph shall wave
O'er the land of the free and the home of the brave.

### Tạm dịch Đoạn I
Ôi hãy nói xem bạn có nhìn thấy, bên cạnh ánh sớm bình minh,
Thứ mà chúng ta thật tự hào hoan nghênh trước tia sáng yếu tàn của hoàng hôn,
Sọc rộng và sao sáng của ai qua cuộc chiến hiểm nguy,
Trên thành lũy chúng ta chiêm ngưỡng, đang dũng mãnh phấp phới?
Và ánh lóe đỏ của tên lửa, những quả bom nổ tung trên trời,
Đã chứng minh xuyên đêm rằng cờ của chúng ta vẫn ở đó;
Ôi hãy nói xem lá cờ dát đầy sao đó đã vẫy bay chưa
Trên mảnh đất của tự do và nhà của những con người dũng cảm

## Lời Việt
Lời Quốc ca Hoa Kỳ đã được nhạc sĩ Vũ Đức Nghiêm, đã mất tại San Jose, California, đặt lời tiếng Việt như sau:
LÁ CỜ LẤP LÁNH ÁNH SAO
Ô! Nhìn kìa bầu trời cao.
Phấp phới bay cờ sọc sao.
Dù trời sáng hay ban chiều
Nhìn cờ bay với bao tự hào
Giữa sa trường đầy gian lao
Vẫn tung bay cờ sọc sao
Lồng lộng gió trên chiến hào
Hồn non sông hiên ngang vẫy chào.
Đầy trời rền vang tiếng pháo
Tiếng bom gào như xé gió
Hãy vững tin trong đêm dài
Nhìn lên lá cờ còn đây
Điệp khúc:
Người ơi hay chăng lá cờ hào hùng, ở trong gió tung bay vẫy vùng.
Miền Tự Do lòng ta yêu dấu! Là quê hương những anh hùng.